# Philosophie continentale
 (juillet 2016).
Si vous disposez d'ouvrages ou d'articles de référence ou si vous connaissez des sites web de qualité traitant du thème abordé ici, merci de compléter l'article en donnant les références utiles à sa vérifiabilité et en les liant à la section « Notes et références ».

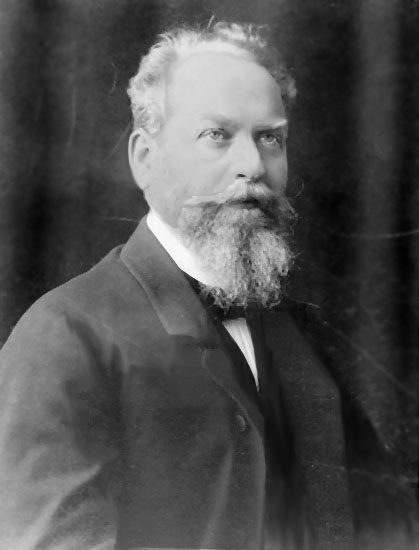
La photographie du philosophe allemand Edmund Husserl (1859—1938).

« Philosophie continentale » est un terme utilisé à l'origine par les philosophes de langue anglaise, notamment ceux qui se rattachent à la philosophie analytique, afin de désigner plusieurs traditions philosophiques issues de l'Europe continentale (surtout de l'Allemagne et de France). Dans l'usage la philosophie continentale correspond à la tradition romano-germanique. Par opposition, l'autre philosophie est celle de tradition britannique ou anglo-saxonne. La philosophie asiatique est exclue de cette classification qui ne concerne que la philosophie occidentale.

## Extension de ce concept
Le terme comprend de manière assez vague :
- la phénoménologie de Husserl, Maurice Merleau-Ponty, Scheler ou Michel Henry
- l'ontologie fondamentale de Martin Heidegger ;
- la philosophie de la raison vivante ou métaphysique de la vie humaine de José Ortega y Gasset ;
- la critique généalogique de Friedrich Nietzsche et Michel Foucault ;
- la psychanalyse ;
- l'existentialisme ;
- le marxisme sauf le marxisme analytique ;
- le structuralisme dans les sciences humaines inspiré de Claude Lévi-Strauss ou Michel Foucault ;
- l'herméneutique de Hans-Georg Gadamer ou Paul Ricœur ;
- la déconstruction de Jacques Derrida ;
- la théorie critique de l'École de Francfort.

## Usage
Le terme est surtout utilisé pour décrire une activité par contraste avec la philosophie analytique. Il est parfois plus populaire hors du domaine des sciences naturelles, dans les sciences sociales voire en esthétique, en littérature, en théorie du cinéma ou en architecture. 

### Un concept classificatoire ou polémique?
Contrairement au concept qui lui est opposé, celui de « philosophie analytique », peu de gens se réclament explicitement de cette tradition. On se réclame du marxisme, de la phénoménologie, etc., jamais de la « philosophie continentale ». Le concept s'est cependant répandu avec le temps et certains l'emploient plus positivement, par exemple les Éditions Nota bene qui ont créé la Collection Philosophie continentale. On peut mentionner également le spécialiste de l'histoire intellectuelle, Peter Gordon, lequel, dans Continental Divide: Heidegger, Cassirer, Davos, entend montrer que la philosophie continentale s'est divisée entre deux tendances principales lors de la rencontre entre Cassirer et Heidegger à Davos en 1929 .
Historiquement, ce concept fut créé comme concept négatif, privatif, servant à rassembler tout ce qui n'appartient pas à la philosophie analytique. Il n'y a pas véritablement de caractéristique positive qui soit commune à la grande diversité de mouvements que l'on rassemble sous ce terme.
On peut se demander si la principale fonction de ce concept est véritablement classificatoire (si le concept a un authentique contenu théorique, si ses instances présentent de réelles propriétés communes), ou si elle n'est pas plutôt polémique. Dans ce dernier cas, ce concept servirait à former un ensemble par rapport auquel la « philosophie analytique » puisse se positionner, c'est-à-dire, souvent, auquel elle puisse s'opposer. 
Historiquement, le concept fut d'abord polémique ; il est possible que les entreprises contemporaines visant à faire dialoguer les deux « traditions » en viennent à neutraliser partiellement la charge polémique de ce concept. Gagnera-t-il pour autant une véritable utilité classificatoire positive ?

## Débat entre les philosophies analytique et continentale
De manière générale, les philosophes dits continentaux accusent la philosophie dite analytique de reprendre naïvement une perspective scientifique et formaliste sans assez s'interroger sur ses présupposés. La philosophie dite analytique accuse la philosophie dite continentale de plus faire de l'exégèse d'autorités que de clarifier des problèmes philosophiques et d'argumenter en vue de leur solution. La philosophie dite analytique reproche aussi à la philosophie dite continentale de manquer de clarté et de ne pas suffisamment s'inscrire dans une approche collective (avec des concepts et théories partagées entre philosophes)
Certains[Qui ?] prétendent que la philosophie d'Alfred North Whitehead permet d'éviter la brisure analytico-continentale .